# Roady
 (novembre 2023).
Roady est une enseigne française du Groupement Mousquetaires, spécialisée dans l'entretien et la réparation automobile. L'enseigne a été fondée en 1982 sous l'enseigne Stationmarché avant devenir Roady en 2004.

## Historique
En 1982, Les Mousquetaires créent l’enseigne Stationmarché à Saint-Marcel dans l'Eure[source insuffisante].
En 1998, l’enseigne s'installe et se développe au Portugal.[source insuffisante]
En 2000, Les Mousquetaires met en place une nouvelle centrale d'achats nommée Groupe Auto basée à Tréville en approvisionnant tous les Stationmarché et les rayons automobiles des Intermarchés. De plus, elle est troisième au rang des centres-autos derrière Norauto et Feu Vert.[réf. nécessaire]
Au 1er juillet 2002, l'enseigne compte 156 centres-autos en France et 14 au Portugal. Elle est alors la première enseigne d'indépendants[source insuffisante]. Cette même année, elle adopte un nouveau concept[évasif].
Le 17 novembre 2004, la plupart des Stationmarché deviennent Roady, le reste étant prévu d'ici juin 2005,.
Début 2009, Roady remplace les 25 Stationmarché présents au Portugal.
En 2010, le concept des centres évolue et se modernise.
Le 6 avril 2011, Roady lance sa première campagne de publicité à la télévision[source insuffisante].
En mars 2015, l'enseigne compte ouvrir dix magasins par an jusqu'en 2020 principalement sur des zones Mousquetaires où se situent d'autres enseigne du groupement. En 2016, elle prévoit la sortie d'un nouveau concept plus axé sur l'atelier et supprimant ainsi le libre-service. Par ailleurs, d'autres projets se finaliseront sur cette même année avec l'ajout d'un outil CRM ainsi que la création d'un centre école pour les franchisés.
En 2015, Roady devient Roady Centre Auto et change de slogan en « Mon auto satisfaction ».
En 2017 Roady  comptabilise 147 centres autos en Europe dont 115 en France, elle affiche un chiffre d'affaires de 190 millions d'euros hors carburant, en recul de -1,9 % (234,4 millions d’euros avec carburant)[source insuffisante].

## Implantations
La plupart des centres Roady sont situés à proximité des autres enseignes des Mousquetaires[source insuffisante]. Elle est également implantée au Portugal.[réf. nécessaire]

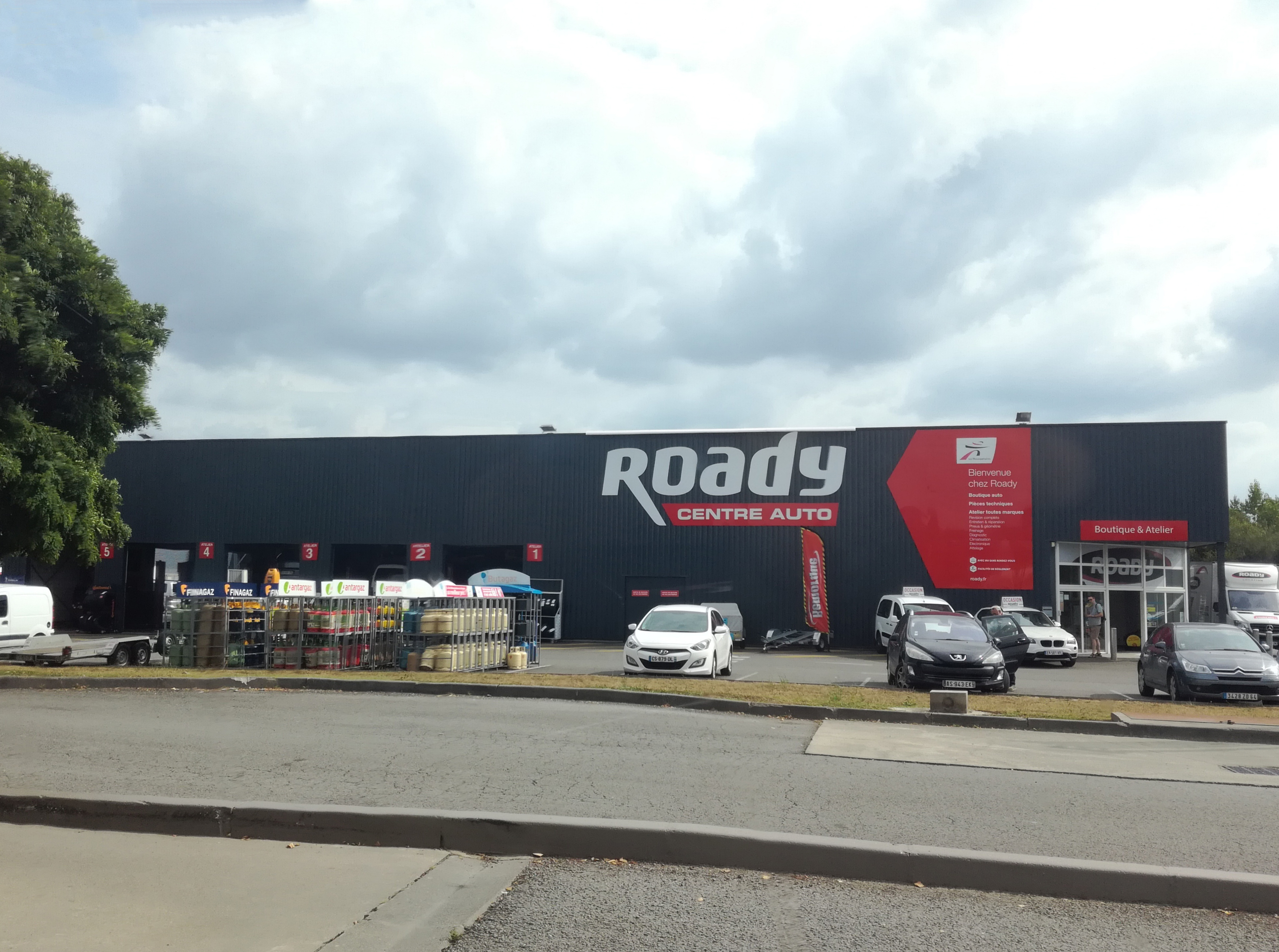
Magasin Roady à Serres-Castet (France)
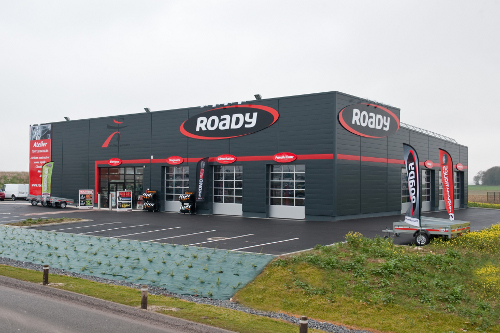
Point de vente Roady en 2014.

## Le concept Roady
La marque appartient à la société ITM Entreprises et les centres se décomposent en deux parties :
- Un atelier composé de 5 à 7 baies qui propose des travaux d'entretien classiques ou des interventions techniques plus spécifiques en accueillant tous les types de voitures et camionnettes ;
- Un espace de vente de 300 m2 qui s'organise autour de trois pôles, en proposant un large choix de produits d'entretien et d'accessoires autos avec des marques nationales et des produits à la marque Roady[15].

## Identité visuelle

### Logos

Logo de Stationmarché de 1995[5] à 2004
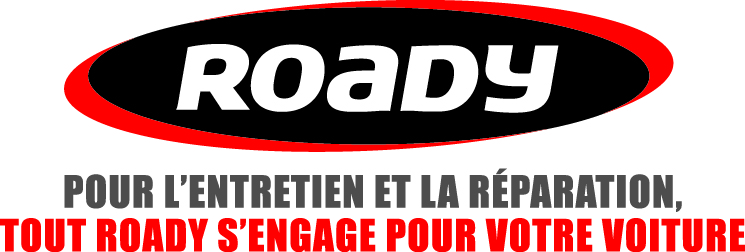
Logo de Roady de 2004 à 2015
Logo de Roady depuis 2015

### Slogans
- De 1982 à 1989 : Les mousquetaires de la route
- De 1989 à 1995 : Des prix plancher pour les automobilistes[5] ;
- De 1995 à 2004 : Le centre-auto qui tient la route[16] ;
- De 2004 à 2013 : Service, prix, expertise, tout vous conduit chez Roady ;
- De 2013 à 2014 : Pour l'entretien et la réparation, tout Roady s'engage pour votre voiture.
- De 2015 à 2023 : Mon autosatisfaction ;
- Depuis 2023 : Toujours à vos côtés